# Okresowe porażenie towarzyszące tyreotoksykozie
Okresowe porażenie towarzyszące tyreotoksykozie (ang. tyreotoxic periodic paralysis) – zespół objawów dotyczący mięśni poprzecznie prążkowanych występujący u chorych z nadczynnością tarczycy (tyreotoksykozą).
Choroba ma nieznany mechanizm powstania, ale przypuszcza się, że za rozwój objawów odpowiada inaktywacja kanałów sodowych.
Choroba przejawia się napadowym osłabieniem mięśni, które trwa od kilku godzin do kilku dni. Objawy występują po spożyciu węglowodanów, wysiłku fizycznym oraz narażeniu na zimno. Mogą występować w pojedynczych grupach mięśniowych lub mieć charakter uogólniony. W tym drugim wypadku rozpoczynają się w obrębie ud i stopniowo obejmują inne grupy mięśniowe. W przebiegu choroby, w trakcie objawów, występuje hipokaliemia, w której przebiegu może dochodzić do zagrażających życiu objawów ze strony układu krążenia.
Choroba występuje częściej u rasy żółtej i w tej grupie dotyczy nawet 2% chorych z tyreotokosykozą. U rasy białej powinno być zawsze różnicowane z rodzinnym okresowym porażeniem hipokaliemicznym, w którym występują podobne objawy oraz spadek poziomu potasu w surowicy krwi. W tych wypadkach pewne rozpoznanie dają jedynie badania genetyczne, wykazujące defekt genu CACNA1S zlokalizowanego na chromosomie 1, który odpowiada za kodowanie podjednostki 1 kanału potasowego typu L.
Leczenie choroby opiera się na wyrównaniu zaburzeń gospodarki hormonalnej tarczycy, co prowadzi do ustąpienia objawów porażenia. W przypadku zagrażających życiu objawów hipokaliemii stosuje się dożylne wyrównanie niedoborów tego pierwiastka. Postępowanie to wiąże się z ryzykiem rozwoju objawów, również groźnej dla życia, hiperkaliemii. Dlatego obecnie preferowanym sposobem wyrównanie ewentualnych zaburzeń kardiologicznych jest stosowanie propranololu.